# 99949 Miepgies
99949 Miepgies è un asteroide della fascia principale. Scoperto nel 1972, presenta un'orbita caratterizzata da un semiasse maggiore pari a 2,5709168 UA e da un'eccentricità di 0,1469545, inclinata di 29,45062° rispetto all'eclittica.
L'asteroide è dedicato a Miep Gies, al secolo Hermine Santrouschitz, una delle persone olandesi che nascosero Anna Frank, la sua famiglia e altre quattro persone, proteggendole dalle persecuzioni naziste.